# 私たちが好きだったこと
『私たちが好きだったこと』（わたしたちがすきだったこと）は、宮本輝の小説。『小説新潮』1992年9月号から1995年8月号まで隔月連載、1995年11月に新潮社より刊行された。
松岡錠司監督、岸谷五朗主演で映画化され、東映配給で1997年9月6日に公開されている。

## あらすじ
工業デザイナーを目指す北尾与志は、ある日倍率76倍の超人気の高層公団マンションに当たり、大学時代からの親友、佐竹専一（通称ロバ）に間借りをし同居することになった。その祝いにバーに行ったら愛子と曜子という見知らぬ二人と隣りの席になり意気投合した。
翌日、与志とロバが目を覚ますと昨日の夜に会った柴田愛子と荻野曜子が荷物を抱えて二人のマンションに引っ越してきた。二人の話では、与志とロバが二人にマンションへ引っ越してきてもよいと了解を取ったという。ひょんな事から男女4人という奇妙な共同生活を始め、友情から愛情へと変わる。4人にはそれぞれ小さくても心に根深い問題があるがこの共同生活により励まし、支えあい、困難に乗り越えていった。
しかし、多種多様な困難を乗り越えていく中で、人生は試練と教訓の積み重ねでこの4人の楽しい生活と関係を維持させてはくれなかった。それぞれが最後には旅立ち、無償の愛と友情が思い出として残った。

## 登場人物
北尾 与志
演 - 岸谷五朗
工業デザイナー、お人よし
佐竹 専一
演 - 寺脇康文
写真家で北尾 与志の大学時代からの親友
柴田 愛子
演 - 夏川結衣
持病（不安神経症）持ちの才女。速読が得意。
荻野 曜子
演 - 鷲尾いさ子
姉御肌の美容師。愛子の親友
鈴木
演 - 田口トモロヲ
曜子の不倫相手
演 - 四方堂亘
愛子の母
演 - 藤田弓子
愛子の母の愛人
演 - 趙方豪
曜子の美容院のオーナー
演 - 津川雅彦
ヘアメイク
演 - 土屋久美子

## 書誌情報
- 私たちが好きだったこと（1995年11月25日、新潮社、ISBN 978-4-10-332510-9）
- 私たちが好きだったこと（1998年12月1日、新潮文庫）
- 私たちが好きだったこと（2005年9月改版、新潮文庫、ISBN 978-4-10-130712-1）

## 映画
宮本輝の小説の映画化を岸谷五朗が企画し、主演も務め、1997年9月6日に東映配給で公開された。
映画では、4人が知り合った貧乏な男女を支援したり、ロバが海外で撮影をしていた時に、現地ガイドが止めるにもかかわらず、険しい山奥へ入っていったため、生死にかかわる大けがをしてしまい、そのまま日本に帰国して、救急車で病院に運ばれ、病院から通報を受けた警察から、けがをした経緯について取り調べを受ける話をカットするなど、小説とは違い、4人の恋愛事情にスポットを当てた内容・コンセプトになっている。

### スタッフ
- 原作：宮本輝
- 監督：松岡錠司
- 脚本：野沢尚
- 製作：大里洋吉、山本久
- 企画：岸谷五朗
- プロデューサー：森重晃、梅川治男、畠中達郎
- 撮影：石井勲 ‐ 本作で第41回日本映画撮影監督協会新人賞(三浦賞）を受賞
- 照明：大坂章夫
- 録音：松本修
- 美術：都築雄二
- 編集：奥原好幸
- スクリプター：川野恵美
- 助監督：七宇幸久
- 製作担当：武石宏登
- スチール：石川登栂子
- 音楽：梅林茂
- 主題歌：BEGIN「空に星があるように」
- 製作：アミューズ、東映ビデオ、デジタル・メディア・ラボ

### 興行成績
- 惨憺たる成績[3]。

### 関連商品
- 私たちが好きだったこと（書籍） 新潮社 1998年11月 ISBN 4101307121
- 私たちが好きだったこと（DVD-Video）アミューズソフトエンタテインメント 2003年12月5日